# Мелик-Карамов, Николай Борисович
Николай Борисович (Багратович) Мелик-Карамов (5 апреля 1930, Грозный, Северо-Кавказский край — 1975, Тюмень) — буровой мастер, Герой Социалистического Труда, первооткрыватель Покачёвского нефтяного месторождения.
Николай Борисович также участвовал в открытии крупнейших месторождений тюменской нефти – Мамонтовского, Средне-Балыкского, Южно-Балыкского, Варьёганского, Лянторского, Покачёвского, Ай-Пимского, Вынгапуровского, Фёдоровского, Южно-Сургутского, Карамовского и других.

## Биография
Отец — нефтяник из Баку Баграт Мелик-Карамов, прибывший после войны на разведку тюменской нефти с промыслов Грозного, где и родился в 1930 году его сын Николай.Баграт Мелик-Карамов пробурил первую скважину, ознаменовавшую начало разработки тюменской нефти -- в самом городе Тюмени. Бурение скважины Р-1 начали  15 февраля 1949 года и закончили 5 июня 1950 года. Однако скважина глубиной два километра вместо нефти дала минеральную воду. Помощником бурильщика у Баграта Мелик-Карамова работал Семён Урусов, ставший в 1960 году первооткрывателем тюменской нефти на Шаимском месторождении.
Н. Б. Мелик-Карамов успел поработать на промыслах Грозного, начав трудовой путь еще 14-летним подростком, во время Великой Отечественной войны.  Потом прибыл в Западную Сибирь, вслед за отцом. Начинал в 1947 году буровым рабочим. После окончания курсов буровых мастеров в 1952-62 годах работал буровым мастером Уватской буровой партии, Тобольской нефтеразведочной экспедиции, Нарыкарской партии глубокого бурения.     
В 1962-1975 годах он буровой мастер Усть-Балыкской нефтеразведочной экспедиции Главтюменьгеологии в Сургуте, мастер Тюменской комплексной геологоразведочной экспедиции.   
Бригаду Николая Борисовича называли школой передового опыта,  она постоянно работала с опережением производственных заданий. 

Один из первооткрывателей Мамонтовского, Усть-Балыкского, Южно-Балыкского месторождений. Участвовал в разведке Фёдоровского, Южно-Сургутского, Варьёганского нефтяных месторождений. Активный рационализатор.
Когда в одну из поездок по Западной Сибири я побывал в Усть-Балыке, меня познакомили с замечательным мастером Мелик-Карамовым. Его очень любили рабочие. Порой резкий и вспыльчивый, он отличался, тем не менее, чуткостью, человечностью, обостренным чувством справедливости. Помню, проговорили мы тогда с Николаем Борисовичем долго, обстоятельно и о работе, и о жизни, и о разных трудностях. Прощались друзьями, по старинному обычаю расцеловались. Из книги бывшего председателя Госплана СССР Н.К. Байбакова "Дело жизни"

## Награды
- Герой Социалистического Труда (1966)
- Орден Ленина (1966)
- Орден Трудового Красного Знамени

## Память
- Его именем названы улица в Сургуте (решением исполкома Сургутского городского Совета депутатов трудящихся № 146 от 10 июля 1975 г. в честь десятилетия преобразования рабочего посёлка Сургут в город окружного подчинения переименована улица Центральная, связывающая старый посёлок и новый город) и Карамовское нефтяное месторождение[2].
- На доме на ул. Республики, 146, в Тюмени, где в 1965-1975 году жил Н.Б.Мелик-Карамов, установлена мемориальная доска[5].
- В 1980-е годы существовала премия Советских профсоюзов им Н. Б. Мелик-Карамова[6].